# Athérure
Atherurus
Genre
Les Athérures (Atherurus) sont un genre de rongeurs de la famille des Hystricidae. On les appelle aussi ces porcs-épics des régions chaudes des  porcs-épics à queue en brosse, par allusion à leur queue terminée par une touffe de poils durs.
Ce genre a été décrit pour la première fois en 1829 par le zoologiste français Frédéric Cuvier (1773-1838), frère du célèbre naturaliste Georges Cuvier.

## Liste des espèces
Ce genre comprend les espèces suivantes :
Selon Mammal Species of the World (version 3, 2005)  (23 mars 2014), ITIS (23 mars 2014) et Catalogue of Life (23 mars 2014) :
- Atherurus africanus Gray, 1842 — Athérure africain[1],[5]
- Atherurus macrourus (Linnaeus, 1758) — Athérure malais[1],[5] ou Athérure à longue queue[5]